# Microrhopala hecate
Microrhopala hecate är en skalbaggsart som först beskrevs av Newman 1840.  Microrhopala hecate ingår i släktet Microrhopala och familjen bladbaggar. Inga underarter finns listade i Catalogue of Life.